# Diecéze Lugano
Diecéze luganská (latinsky: Dioecesis Luganensis) je římskokatolická diecéze ve Švýcarsku bezprostředně podřízená Sv. Stolci. Zahrnuje švýcarský kanton Ticino.

## Historie
Území dnešního ticinského kantonu patřilo od raného středověku zčásti k arcidiecézi milánské a zčaásti k diecézi comské. V roce 1803 vznikl nezávislý kanoton, a rostla i snaha o samostatné biskupství, která byla úspěšná až v roce 1884, kdy byla zřízena apoštoská administratura závislá na basilejské diecézi, až v roce 1971 vznikla samostatná diecéze.

### Externí odkazy

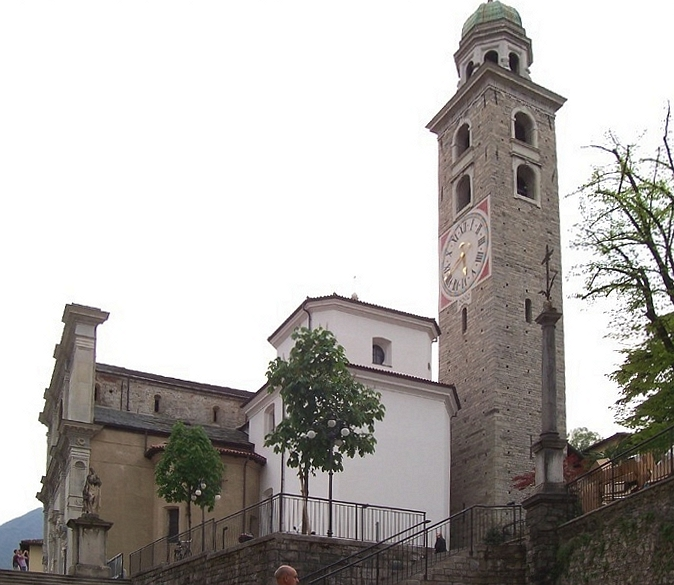
Katedrála sv. Vavřince v Luganu